# Wendlingen am Neckar
Wendlingen am Neckar város Németországban, Baden-Württemberg tartományban fekszik. Lakossága 15 804 fő.
1230 óta ismert, a Neckar folyó mentén a Lauter torkolatánál fekvő német város. 1940-ben egyesült Unterbihingennel és Bodelhshofennel. Híres a bútor-, textil- és fémipara. Színvonalas iskolái miatt hamar iskolavárossá fejlődött.

## Testvértelepülések
- Dorog
- – Saint-Leu-la-Forêt
- – Millstatt